# Hiệu ứng từ nhiệt
Hiệu ứng từ nhiệt là một hiện tượng nhiệt động học từ tính, là sự thay đổi nhiệt độ (bị đốt nóng hay làm lạnh) của vật liệu từ trong quá trình từ hóa hoặc khử từ. Hiệu ứng từ nhiệt thực chất là sự chuyển hóa năng lượng từ - nhiệt trong các vật liệu từ.

## Sơ lược về hiệu ứng từ nhiệt

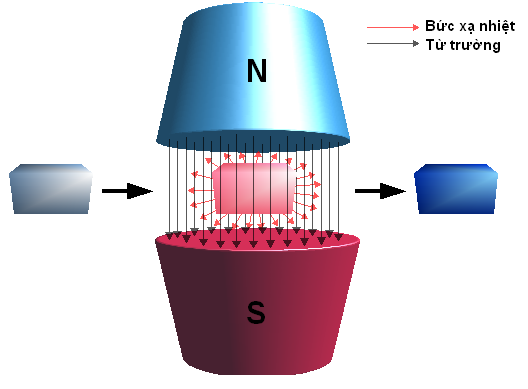
Nguyên lý hiệu ứng từ nhiệt - Từ trường làm định hướng các mômen từ, làm thay đổi entropy của hệ các mômen từ

Khi ta đặt một từ trường vào một vật liệu từ, các mômen từ sẽ có xu hướng sắp xếp định hướng theo từ trường. Sự định hướng này làm giảm entropy của hệ mômen từ. Nếu ta thực hiện quá trình này một cách đoạn nhiệt (tổng entropy của hệ vật không đổi) thì entropy của mạng tinh thể sẽ phải tăng để bù lại sự giảm của entropy mômen từ. Quá trình này làm cho vật từ bị nóng lên.
Ngược lại, nếu ta khử từ (đoạn nhiệt), các mômen từ sẽ bị quay trở lại trạng thái bất trật tự, dẫn đến việc tăng entropy của hệ mômen từ. Do đó, entropy của mạng tinh thể bị giảm, và vật từ bị lạnh đi.
Hiệu ứng từ nhiệt lần đầu tiên được phát hiện năm 1881 bởi E. Warburg khi tiến hành từ hóa sắt tạo ra sự thay đổi nhiệt độ từ 0,5 đến 2 K cho một T biến thiên từ trường.
Hiệu ứng này được phát triển và giải thích nguyên lý bởi Debye (năm 1926) và Giauque năm 1927. Theo đó, từ có hệ thức Maxwell, ta có biến thiên entropy của hệ:
{\displaystyle TdS=T\left({\frac {\partial S}{\partial T}}\right)_{H}dT+T\left({\frac {\partial S}{\partial H}}\right)_{T}dH}
{\displaystyle {\frac {\partial S}{\partial H}}={\frac {\partial M}{\partial T}}}
và ta có: {\displaystyle dS=\left({\frac {\partial S}{\partial T}}\right)_{H}dT+\left({\frac {\partial M}{\partial T}}\right)_{T}dH}
Số hạng thứ nhất tương ứng có {\displaystyle C={\frac {\partial S}{\partial T}}} là nhiệt dung.
Số hạng thứ hai chính là biến thiên entropy từ: {\displaystyle dS_{m}\left({\frac {\partial M}{\partial T}}\right)_{T}dH}
Như vậy, nếu ta thực hiện một quá trình từ từ trường H = 0 đến H, thì biến thiên entropy từ sẽ được cho bởi:
{\displaystyle \Delta S_{m}=\int _{0}^{H}\left({\frac {\partial M}{\partial T}}\right)_{T}dH}
Biến thiên nhiệt độ trong các quá trình đoạn nhiệt này sẽ được cho bởi công thức:
{\displaystyle \Delta T_{ad}=\int _{0}^{H}{\frac {T}{C(T,H)}}.{\frac {\partial M}{\partial T}}dH}
Ở đây C(T,H) là nhiệt dung của vật liệu. Tham số {\displaystyle \Delta S_{m}} được coi là tham số đặc trưng cho hiệu ứng từ nhiệt của vật liệu. Còn tham số biến thiên nhiệt độ đoạn nhiệt {\displaystyle \Delta T_{ad}} cực kỳ quan trọng cho ứng dụng. Một cách gần đúng, có thể xem rằng biến thiên nhiệt độ đoạn nhiệt tỉ lệ thuận với biến thiên entropy từ, tỉ lệ nghịch với nhiệt dung và tỉ lệ thuận với nhiệt độ hoạt động.
Hiệu ứng từ nhiệt lần đầu tiên được ứng dụng vào các máy lạnh hoạt động bằng từ trường vào năm 1933 để tạo ra nhiệt độ rất thấp là 0,3 Kelvin bằng cách khử từ đoạn nhiệt các muối thuận từ.

## Ứng dụng của hiệu ứng từ nhiệt
Có hai xu hướng nghiên cứu ứng dụng hiệu ứng từ nhiệt: 

Quá trình nhiệt động trong các thiết bị làm lạnh bằng từ trường so sánh với làm lạnh bằng khí nén truyền thống

- Nghiên cứu các vật liệu có hiệu ứng từ nhiệt lớn ở nhiệt độ thấp cho kỹ thuật tạo nhiệt độ rất thấp. Với phương pháp này, người ta đã tạo ra nhiệt độ cực thấp, tới cỡ miliKelvin hay microKelvin.
- Nghiên cứu các vật liệu có hiệu ứng từ nhiệt lớn ở xung quanh nhiệt độ phòng (hoặc cao hơn) để sử dụng trong các máy lạnh thay thế cho các máy lạnh truyền thống sử dụng chu trình nén khí với ưu thế:
  - Không gây ô nhiễm (máy lạnh dùng khí nén thải ra khí phá hủy tầng ôzôn) do không thải ra các chất thải ô nhiễm.
  - Hiệu suất cao: Các mạnh lạnh dùng từ có thể cho hiệu suất cao trên 60% trong khi các máy lạnh nén khí chỉ cho hiệu suất không quá 40%.
  - Kích thước nhỏ gọn.

## Các quá trình nhiệt động trong các thiết bị sử dụng hiệu ứng từ nhiệt
- Từ hóa đoạn nhiệt: Tức là đặt một từ trường (+H) để định hướng các mômen từ, dẫn đến việc tăng nhiệt độ của khối vật liệu từ.
- Hấp thu nhiệt: Người ta sử dụng các chất lỏng (nước, dầu, nitơ lỏng...) để thu nhiệt, đưa nhiệt độ của mẫu trở lại ban đầu mà vẫn giữ nguyên từ tính của khối vật liệu.
- Khử từ đoạn nhiệt: Quá trình này, từ tính của mẫu bị phá hủy bằng cách đặt các từ trường ngược, tạo nên sự hỗn loạn trong định hướng của các mômen từ, và khối vật liệu bị lạnh đi.
- Lấy nhiệt của môi trường làm lạnh: Sử dụng các chất dẫn nhiệt để truyền nhiệt từ môi trường cần làm lạnh vào vật. Vật trở lại trạng thái ban đầu, quay trở lại điểm bắt đầu của chu trình.

## Vật liệu từ nhiệt

Máy lạnh dùng từ trường của Astronautics Co. (2001)

Hiệu ứng từ nhiệt là một hiệu ứng cố hữu của các vật liệu từ, có nghĩa là tính chất này có mặt ở tất cả các vật liệu từ. Hiệu ứng này đạt giá trị cực đại tại nhiệt độ chuyển pha từ tính của vật liệu (theo công thức về biến thiên entropy từ ở trên, giá trị này cực đại khi biến thiên của mômen từ cực đại - xảy ra ở nhiệt độ chuyển pha từ tính). Thông thường, biến thiên entropy từ và biến thiên nhiệt độ đoạn nhiệt sẽ lớn khi vật liệu là sắt từ, và xảy ra lớn nhất ở nhiệt độ chuyển pha loại 2 (lý thuyết tính toán mới đây cho rằng hiệu ứng này lớn nhất tại nhiệt độ chuyển pha loại 1). Các vật liệu đang được nghiên cứu và sử dụng gần đây:
- Gadolinium (Gd) và các hợp kim của chúng: Gd là một nguyên tố sắt từ có mômen từ lớn nên có khả năng cho hiệu ứng từ nhiệt lớn. Các hợp kim của nó đang được sử dụng là {\displaystyle Gd_{5}(Si_{x}Ge_{1-x})4}, hay {\displaystyle Gd_{1-x}Co_{x}}. Các vật liệu này đều cho hiệu ứng từ nhiệt lớn và được gọi là hiệu ứng từ nhiệt khổng lồ (Giant magnetocaloric effect - GMCE). Cho đến hiện nay, Gd và các hợp kim của nó vẫn là loại được sử dụng phổ biến nhất trong các máy lạnh thử nghiệm.
- Các hợp chất liên kim loại khác: {\displaystyle La(Fe_{x}Si_{1-x})_{13}Co(H),MnFeP_{1-x}As_{x}...}, các hợp kim nhớ hình ({\displaystyle NiMnGa}...) là các vật liệu đang được nghiên cứu gần đây có hiệu ứng từ nhiệt khổng lồ xung quanh nhiệt độ phòng.
- Tuy nhiên, các vật liệu liên kim loại - đất hiếm có nhược điểm là quy trình chế tạo phức tạp, giá thành cao và thường có độ bền kém nên người ta đang nghiên cứu phát triển các vật liệu khác có giá thành rẻ hơn và dễ chế tạo hơn. Các vật liệu gốm perovskite cũng là nhóm các vật liệu có hiệu ứng từ nhiệt ở xung quanh nhiệt độ phòng nhưng chúng mắc nhược điểm là có nhiệt dung cao, mômen từ nhỏ nên ít khả quan cho ứng dụng. Gần đây, các vật liệu vô định hình nền sắt được coi là rất khả quan cho ứng dụng với hiệu ứng từ nhiệt khổng lồ trong dải rộng nhiệt độ, dễ chế tạo và giá rẻ...
- Các muối thuận từ cho kỹ thuật nhiệt độ rất thấp

Các vật liệu này về mặt thực chất là các vật liệu từ có nhiệt độ trật tự rất thấp, người ta sử dụng chúng để tạo ra các nhiệt độ rất thấp (tới cỡ một vài miliKelvin). Nhiệt độ thấp ban đầu được tạo ra nhờ heli lỏng và sau đó tạo quá trình khử từ đoạn nhiệt để tạo nhiệt độ rất thấp.

## Phương pháp đo đạc hiệu ứng từ nhiệt trongvật lý chất rắn
Hiệu ứng từ nhiệt đang là một chủ đề hấp dẫn của vật lý chất rắn, khoa học vật liệu nói chung và ngành từ học nói riêng. Trong nghiên cứu về các vật liệu có hiệu ứng từ nhiệt lớn, có thể có nhiều cách khác nhau để xác định tính chất của hiệu ứng này, và có 2 cách được dùng phổ biến nhất: 

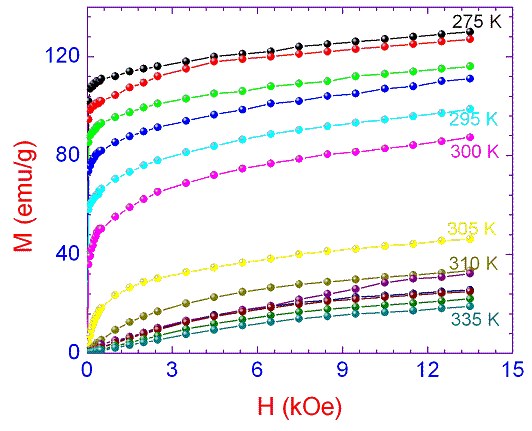
Hệ các đường cong từ hóa đẳng nhiệt của một vật liệu có hiệu ứng từ nhiệt lớn được đo tại Trường Đại học Khoa học Tự nhiên (Hà Nội)

- Đo trực tiếp

Mẫu cần đo được đặt vào buồng cách nhiệt và có thể điều khiển nhiệt độ, tiếp xúc với cảm biến nhiệt độ. Đặt từ trường vào để từ hóa và khử từ mẫu đo, cảm biến nhiệt độ sẽ ghi lại trực tiếp sự biến đổi nhiệt độ của vật liệu. Các này cho trực tiếp biến thiên nhiệt độ đoạn nhiệt {\displaystyle \Delta T_{ad}} nhưng khó thực hiện hơn do phải tạo cho vật không có sự trao đổi nhiệt trong quá trình đo.
- Đo gián tiếp

Là các đo được dùng phổ biến nhất, tức là người ta xác định biến thiên entropy từ {\displaystyle \Delta S_{m}} từ đó xác định biến thiên nhiệt độ đoạn nhiệt. Các này có độ chính xác không cao, nhưng lại dễ tiến hành nên được dùng phổ biến nhất. Cách thức của phép đo dựa trên biểu thức:
{\displaystyle \Delta S_{m}=\int _{0}^{H}({\frac {\partial M}{\partial T}})_{T}dH}
Ta có thể biến đổi biểu thức như sau:
{\displaystyle \Delta S_{m}={\frac {\partial }{\partial T}}(\int _{0}^{H}MdH)}
{\displaystyle \int _{0}^{H}MdH} chính là diện tích đường cong chắn dưới đường cong từ hóa M(H). Như vậy, để đo biến thiên entropy từ, ta chỉ việc đo một loạt các đường cong từ hóa đẳng nhiệt ở các nhiệt độ khác nhau, xác định diện tích chắn bởi đường cong và biến thiên entropy từ là hiệu các diện tích liên tiếp chia cho biến thiên nhiệt độ (xem hình vẽ).

## Các máy lạnh làm lạnh bằng từ trường thương phẩm
Chưa có các máy lạnh hoạt động cho vùng nhiệt độ phòng bằng từ trường thương phẩm tại thời điểm hiện tại. Các thiết bị vẫn còn trong giai đoạn thử nghiệm và mục tiêu hiện nay vẫn là tìm ra các loại vật liệu từ nhiệt có các đặc tính:
- Có hiệu ứng từ nhiệt khổng lồ xảy ra xung quanh nhiệt độ phòng
- Hiệu ứng từ nhiệt phải xảy ra trong biến thiên từ trường nhỏ vì các máy móc dân dụng không thể tạo ra từ trường lớn. Hầu hết các vật liệu có hiệu ứng từ nhiệt khổng lồ hiện tại đều đạt được ở từ trường lớn gây nhiều khó khăn cho ứng dụng.
- Vật liệu phải có nhiệt dung nhỏ (để tạo ra biến thiên nhiệt độ lớn, dễ truyền nhiệt...), chế tạo không quá phức tạp và có độ bền trong quá trình hoạt động.

Máy lạnh hoạt động ở vùng nhiệt độ phòng đầu tiên được sản xuất vào năm 1997 bởi nhóm Karl A. Gschneidner, Jr. ở Phòng Thí nghiệm Ames, Trường Đại học Tổng hợp bang Iowa (Mỹ). Cho đến nay, đã có nhiều công ty đang nghiên cứu phát triển thiết bị này và thông báo rằng trong một vài năm tới sẽ chính thức đưa ra thị trường các sản phẩm này.
| Công ty/Viện nghiên cứu | Quốc gia                          | Ngày công bố | Chủng loại          | Công suất làm lạnh cực đại (W)[1] | ΔT (K) cực đại[2] | Từ trường biến thiên (T) | Vật liệu                                    | Khối lượng (kg) |
| Ames Laboratory/Astronautics Zimm C, Jastrab A, Sternberg A, Pecharsky V K, Gschneidner K Jr, Osborne M and Anderson I, Adv. Cryog. Eng. 43, 1759 (1998).                                                       | Madison, Wisconsin, USA           | 20/02/1997   | Chuyển động qua lại | 600                               | 10                | 5 (S)                    | Khối cầu Gd                                 |                 |
| Mater. Science Institute Barcelona Bohigas X, Molins E, Roig A, Tejada J and Zhang X X, IEEE Trans. Magn. 36 538 (2000).                                                                                        | Barcelona, Tây Ban Nha            | 05/2000      | Quay                | ?                                 | 5                 | 0.95 (P)                 | Gd foil                                     |                 |
| Chubu Electric/Toshiba Hirano N, Nagaya S, Takahashi M, Kuriyama T, Ito K and Nomura S 2002 Adv. Cryog. Eng. 47 1027                                                                                            | Yokohama, Japan                   | 2000         | Chuyển động qua lại | 100                               | 21                | 4 (S)                    | Khối cầu Gds                                |                 |
| University of Victoria Rowe A M and Barclay J A, Adv. Cryog. Eng. 47 995 (2002). Rowe A M and Barclay J A, Adv. Cryog. Eng. 47 1003 (2002). Richard M A, Rowe A M and Chahine R, J. Appl. Phys. 95 2146 (2004). | Victoria, British Columbia Canada | 7/2001       | Chuyển động qua lại | 2                                 | 14                | 2 (S)                    | Gd & Gd1−xTbx L.B.                          |                 |
| Astronautics Zimm C, Paper No K7.003 Am. Phys. Soc. Meeting, March 4, Austin, TX (2003) Lưu trữ ngày 29 tháng 2 năm 2004 tại Wayback Machine                                                                    | Madison, Wisconsin, USA           | 18/09/2001   | Quay                | 95                                | 25                | 1.5 (P)                  | Khối cầu Gds                                |                 |
| Sichuan Inst. Tech./Nanjing University Wu W, Paper No K7.004 Am. Phys. Soc. Meeting, March 4, Austin, TX (2003) Lưu trữ ngày 29 tháng 2 năm 2004 tại Wayback Machine                                            | Nanjing, China                    | 23/04/2002   | Chuyển động qua lại | ?                                 | 23                | 1.4 (P)                  | Khối cầu Gds và Gd5Si1.985Ge1.985Ga0.03 bột |                 |
| Chubu Electric/Toshiba Hirano N, Paper No K7.002 Am. Phys. Soc. Meeting March 4, Austin, TX, Lưu trữ ngày 29 tháng 2 năm 2004 tại Wayback Machine                                                               | Yokohama, Japan                   | 5/09/2002    | Chuyển động qua lại | 40                                | 27                | 0.6 (P)                  | Gd1−xDyx L.B.                               |                 |
| Chubu Electric/Toshiba Hirano N, Paper No K7.002 Am. Phys. Soc. Meeting March 4, Austin, TX, Lưu trữ ngày 29 tháng 2 năm 2004 tại Wayback Machine                                                               | Yokohama, Japan                   | 4/03/2003    | Quay                | 60                                | 10                | 0.76 (P)                 | Gd 1−xDyx L.B.                              | 1               |
| Lab. d’Electrotechnique Grenoble Clot P, Viallet D, Allab F, Kedous-LeBouc A, Fournier J M and Yonnet J P, IEEE Trans. Magn. 30 3349 (2003).                                                                    | Grenoble, France                  | 4/2003       | Chuyển động qua lại | 8.8                               | 4                 | 0.8 (P)                  | Gd phoi                                     |                 |
| George Washington University | USA                               | 7/2004       | Chuyển động qua lại | ?                                 | ?                 | ? (P)                    | Gd phoi                                     |                 |
| Astronautics Zimm C, Paper No K7.003 Am. Phys. Soc. Meeting, March 4, Austin, TX (2003) Lưu trữ ngày 29 tháng 2 năm 2004 tại Wayback Machine                                                                    | Madison, Wisconsin, USA           | 2004         | Quay                | 95                                | 25                | 1.5 (P)                  | Gd và GdEr spheres / La(Fe0.88Si0.12)13H1.0 |                 |
| University of Victoria Rowe A M and Tura A, International Journal of efrigeration 29 1286-1293 (2006). | Victoria, British Columbia Canada | 2006         | Chuyển động qua lại | 15                                | 50                | 2 (S)                    | Gd, Gd0.74Tb0.26 and Gd0.85Er0.15           | 0.12            |
| 1Công suất làm lạnh cực đại khi (ΔT=0); 2Biến thiên nhiệt độ đoạn nhiệt cực đại khi (W=0); L.B. = layered bed; P = Dùng từ trường nam châm vĩnh cửu; S = Dùng từ trường siêu dẫn                                |                                   |              |                     |                                   |                   |                          |                                             |                 |